# Zamek w Lubinie
Zamek w Lubinie – budowla, która wraz z innymi budowlami gospodarczymi i warownymi wznosiła się na wzgórzu zamkowym w Lubinie. Zniszczony przez wojska szwedzkie w 1641, zachowała się jedynie kaplica zamkowa, w której w 1990 r. utworzono Galerię Zamkową.

## Historia
W miejscu, w którym wybudowano zamek istniał gród obronny (później kasztelański) o konstrukcji drewniano-ziemnej z XIII wieku (wzmiankowany w 1224). Gród stopniowo modernizowano, a jego usytuowanie na skrzyżowaniu ważnych szlaków kupieckich znacząco wpłynęło na założenie miasta. Budowa zamku została potwierdzona w dokumencie z 1312 (budowniczym był prawdopodobnie książę żagański Konrad II).
W 1339 książę Bolesław III Rozrzutny władca Legnicy, planował przebudowę zamku, jednakże brak jakichkolwiek potwierdzających czy opisujących ten fakt dokumentów nie pozwala określić skali realizacji tego projektu. Wiadomo natomiast, że rozbudowa obiektu trwała jeszcze za księcia Ludwika I (książę mieszkał na zamku od 1349 do 1359 roku, kiedy przeniósł się do Brzegu). Na jego polecenie połączone zostały obwody murów miejskich i zamkowych.
Od strony południowo-wschodniej teren zamkowy zajmowany był przez rezydencję książęcą, w przeciwległym narożniku znajdowała się zabudowa gospodarcza, na zachód wieża kamienna (wzniesiona na rzucie prostokąta o wym. 12x14 m) istniejąca do XVIII w., będąc najsilniejszym punktem oporu. W południowo-zachodniej części terenu znajdowała się kaplica zamkowa, fasadą zachodnią połączoną z murem obronnym. Mur obronny, dodatkowo chroniony fosą wodną, opasał cały teren od północy, wschodu i południa. Od północy mur zamkowy był połączony z murami obwodowymi miasta szerokim korytarzem (25 m długości), który osłaniała silna wieża bramna i fosa wodna z mostem zwodzonym. Wieża stała 3 m na północ od kaplicy, krótszym bokiem równolegle do północnej elewacji kaplicy. Prowadził przez nią sklepiony przejazd ostrołukowy, chroniony broną (krata drewniana, najczęściej okuta żelazem) stała jeszcze w 1841 r.
Zamek, jako silna warownia oraz rezydencja, przetrwał do 1641, kiedy podczas oblężenia przez wojska szwedzkie pod dowództwem gen. Stallhannsa został prawie zupełnie zniszczony. Ostały się jedynie mury zewnętrzne, wieża bramy oraz kaplica. Od tego momentu, pomimo licznych sugestii i próśb mieszkańców (1658 r.), na odbudowę nigdy nie znalazły się pieniądze.
Dopiero po roku 1675 wzniesiono budynek administracji majątku w Małomicach, który po pożarze w 1757 r. został odbudowany z wykorzystaniem fundamentów zabudowań zamkowych.
Pierwsze wykopaliska przeprowadzono po 1970 roku, które potwierdziły istnienie wolno stojącej kamiennej wieży.